# Tratado de Amistad y Cooperación entre España y Portugal de 2021
El Tratado de Amistad y Cooperación entre España y Portugal (en portugués, Tratado de Amizade e Cooperação entre Espanha e Portugal) es un tratado firmado entre el Reino de España y la República de Portugal el 28 de octubre de 2021, actualizando el anterior, de 1977.
En los 44 años transcurridos entre los dos tratados de amistad, mucho mudó en los dos países ibéricos, incluida la pertenencia conjunta a la Unión Europea durante 36 años. Por estas y otras razones, este nuevo tratado se firmó en la 32.ª Cumbre Ibérica en Trujillo, España.